# 東條一堂
- 東條一堂[1]
- 東条一堂[2]

東條 一堂（とうじょう いちどう、1778年12月25日〈安永7年11月7日〉 - 1857年9月1日〈安政4年7月13日〉）は、江戸時代後期から幕末の儒者。折衷学派の一人。
「一堂」は号。名は「弘」、字は「子毅」、通称「文蔵」。別号に「焚書以上人」「橙蘇翁」「再蘇翁」、諡号は「古徴先生」。

## 生涯
上総国埴生郡八幡原村（現在の千葉県茂原市）の富農の家の次男として生まれる。9歳のとき火災に遭い、一家で江戸に移る。
16歳のとき、儒者として政治に関わることを志し、京都で皆川淇園に学んだ後、江戸で亀田鵬斎に学ぶ。
27歳のとき、弘前藩主の津軽寧親に招かれ藩校「稽古館」の督学となるが、建白が受け入れられないのを不服として一年余で辞職。江戸で私塾を開き、当初は駒込の吉祥寺そばで「蜾蠃窟」、39歳で湯島の昌平黌そばに移転、44歳で神田のお玉ヶ池そばに移転し「瑶池塾」とした。瑶池塾の隣には千葉周作の「玄武館」があり、相互に親交した。

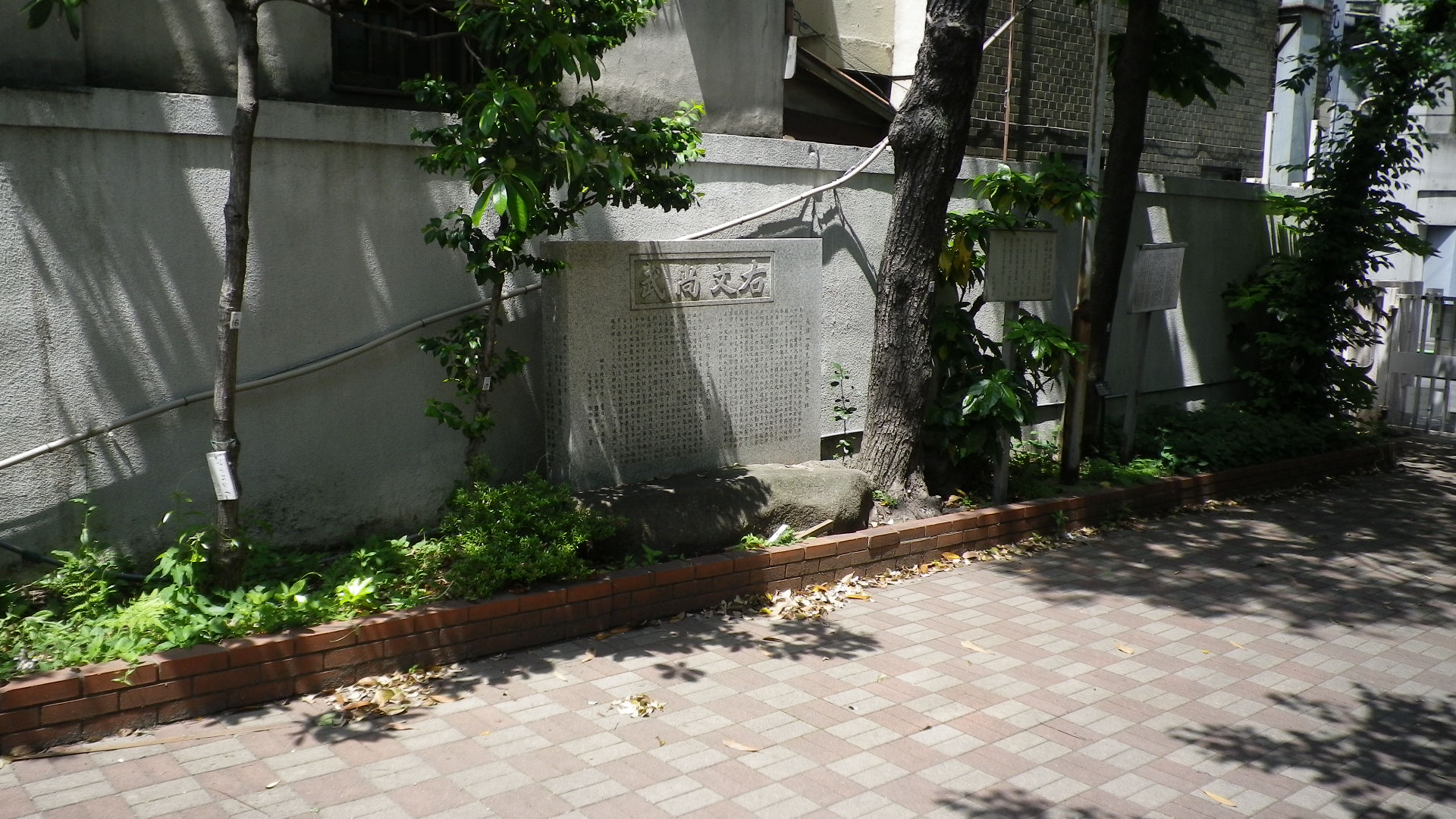
神田東松下町の記念碑
玄武館および瑶池塾跡

塾が有名になるにつれ、各地の諸侯に招かれ進講するようになり、ペリー来航の際は阿部正弘に開港と海防を進言した。
73歳のとき、望郷の念から八幡原に半年帰郷。80歳のとき病没した。
葛飾の妙源寺に墓、茂原公園と神田東松下町（玄武館・瑶池塾跡）に記念碑がある。

## 門人
私塾の受講生は三千人余に及び、玄武館と兼学する者も多くいた。
特に志士の清川八郎・桃井可堂・那珂通高・鳥山新三郎（吉田松陰の師）らがいたことから、松陰に劣らぬ「志士の父」とも言われる。その他、高橋喜惣治・琳瑞・森田悟由・土屋三余らがいた。

## 親族

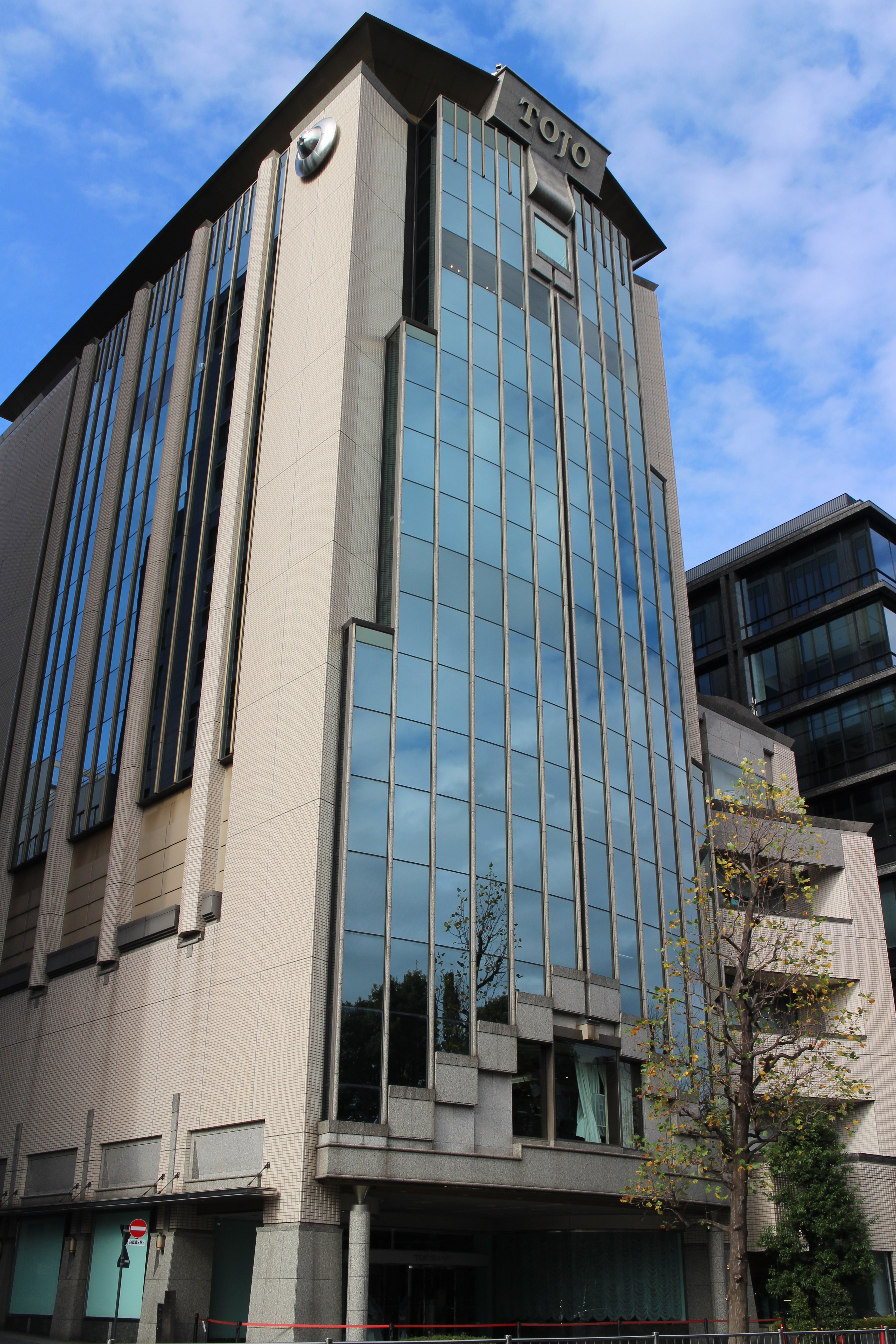
東條會館

子の東條方庵、孫の東條淡齋・東條永胤も儒者。儒者の山井清渓に嫁いだ山井道子は孫娘にあたり、塩谷温はその遠戚にあたる。曾孫の東條卯作は写真家であり、1912年に東京半蔵門そばに東條會館を設立した。
東條卯作や塩谷温は、1957年に東條會館で「東條一堂先生百年祭」を開催し、追って『東條一堂著作集』『東条一堂小伝』を出版した。

## 学風・著作
宋の新注と漢唐の古注どちらも批判検討した上で、焚書以前の原義に迫ろうとした。これは「焚書以上学」と呼ばれ、伊藤仁斎らの「古学」や、師の淇園・鵬斎の学に近いが異なる。
著作は百以上に及び、四書五経や『孝経』『荀子』『老子』『荘子』『列子』『国語』『世説新語』『宋名臣言行録』などへの注釈や考証、字書、日本語学書、詩文集、『学範』（学問の心得）『ヤマトゴコロ辨非』（大国隆正の大和心への批判）などがある。書・書簡・建白書も現存する。
一部著作が翻刻されており、上記『東條一堂著作集』や、戦前の『日本名家四書註釈全書』『日本儒林叢書』などに収録されている。